# Stiftung Warentest Finanzen
Die Zeitschrift Stiftung Warentest Finanzen (früher FINANZtest bzw. Finanztest) ist ein Verbrauchermagazin. Das Heft gehört neben der Zeitschrift Stiftung Warentest und dem Internetauftritt test.de zu den drei Marken der Verbraucherorganisation Stiftung Warentest.

## Daten zu Stiftung Warentest Finanzen
Stiftung Warentest Finanzen existiert seit 1991 (von 1991 bis Februar 2025 unter dem Namen Finanztest). Entwickler der Zeitschrift und Gründungs-Chefredakteur war der Wirtschaftsjournalist Werner W. Klingberg. Die Verbraucherzeitschrift erscheint seit 1997 monatlich, Stand Februar 2021 in einer durchschnittlichen verkauften Auflage von 211.000 Exemplaren. Davon werden rund 183.000 Exemplare an Abonnenten geliefert und rund 28.000 am Kiosk verkauft.
Die Publikation ist anzeigenfrei, um ihre Unabhängigkeit von den Anbietern zu gewährleisten.
Die Zeitschrift Finanztest gliedert sich in fünf Themenblöcke: Recht und Leben, Geldanlage und Altersvorsorge, Bauen und Wohnen, Steuern, Gesundheit und Versicherungen. Sie veröffentlicht Tests von Finanzdienstleistungen wie Versicherungen, Geldanlageprodukten und Krediten und gibt Rat zu steuerlichen und rechtlichen Fragen. Ein Serviceteil vergleicht Monat für Monat verzinste Sparangebote, Aktien und Investmentfonds, außerdem Kredite, etwa zur Immobilienfinanzierung und für den Autokauf.
In der Pressemitteilung der Stiftung Warentest zum 20-jährigen Jubiläum von Finanztest heißt es, die Zeitschrift „hat es in dieser Zeit zum erfolgreichsten deutschen Wirtschaftsmagazin gebracht“. Laut einer Analyse des Instituts für Demoskopie Allensbach wird sie jeden Monat von 1,24 Millionen Menschen gelesen.
Trotz seiner hohen Auflage fehlt das Magazin in vielen Listen der meistverkauften Wirtschaftsmagazine. Sie stützen sich auf Daten der Informationsgemeinschaft zur Feststellung der Verbreitung von Werbeträgern IVW. Die IVW erfasst nur Publikationen, die als Werbeträger dienen. Die Zeitschrift Stiftung Warentest Finanzen gehört nicht dazu, weil sie anzeigenfrei ist.
Zusätzlich zum Monatsmagazin veröffentlicht Stiftung Warentest Finanzen mehrmals im Jahr unter der Marke Finanztest Spezial Sonderhefte; diese widmen sich zum Beispiel den Themen Steuern, Immobilien, Altersvorsorge, Versicherungen und Geldanlage. Im Dezember erscheint jedes Jahr das Finanztest-Jahrbuch mit Kurzversionen der Tests und Themen des Jahres.
Alle Tests und Berichte können auch online – zum Teil kostenpflichtig – abgerufen werden. Dort bietet Stiftung Warentest Finanzen im Rahmen sogenannter Produktfinder auch ständig aktualisierte Daten für Investmentfonds und gesetzliche Krankenkassen an.

## Chefredakteure
- 1991: Werner W. Klingberg
- 1992–1993: Hans-Dieter Lösenbeck
- 1993–1999: Hubertus Primus
- 1999–2014: Hermann-Josef Tenhagen
- 2014–2021: Heinz Landwehr
- 2021–2025: Matthias Thieme[8][9]
- seit 2025: Isabella Eigner[10]

## Arbeitsweise und Wirkung
Die Daten und Testurteile, die in Finanztest veröffentlicht werden, gehen auf die Arbeit von Wissenschaftlern aus dem eigenen Hause zurück. Die Tester untersuchen die Finanz- und Versicherungsangebote mit wissenschaftlichen Methoden. Ob Autoversicherung, Riester-Rente oder Investmentfonds – im Jahr 2021 erschienen 82 Untersuchungen von Finanzdienstleistungen in Finanztest.
Da immer wieder Unternehmen nicht getestet werden wollen und deshalb die Auskunft verweigern, geht die Stiftung Warentest bei ihren Untersuchungen für Finanztest seit 1997 neue Wege, die sie weniger abhängig von den untersuchten Firmen machen. Die Wissenschaftler werten zum Beispiel auch Geschäftsberichte und Datenbanken aus, greifen auf private Informationsanbieter zurück und setzen freie Mitarbeiter als Testkunden ein.
Geschulte Tester werden speziell auch für viele Tests von Dienstleistungen eingesetzt. Im Jahr 2010 testete Finanztest mit ihrer Hilfe zum Beispiel die Anlageberatung der Banken und den Service der gesetzlichen Krankenkassen (Finanztest 8/2010 und 9/2010). Im Jahr 2009 waren Testkunden unterwegs, um Gebühren beim Geldabheben im Ausland zu erfassen und um die Qualität von Versicherungsvermittlern zu testen.
Die Tests zeigen Wirkung auf Anbieter und Politik. „Bei Finanzdienstleistungen sind verbraucherunfreundliche Produkte, wie einige Tarife privater Krankenversicherer, nach schlechten Noten vom Markt verschwunden und die Anbieter von Berufsunfähigkeitsversicherungen haben nach wiederholter Kritik kundenfreundlichere Bedingungen für den Abschluss einer Versicherung akzeptiert“, berichtete der Vorstand der Stiftung Warentest, Werner Brinkmann, in der Pressekonferenz zum Jubiläum 40 Jahre Stiftung Warentest am 3. Dezember 2004.
2010 waren Susanne Meunier und Beate-Kathrin Bextermöller mit ihrem Beitrag „Berufsunfähigkeit: Selten nach Wunsch“ (veröffentlicht in Finanztest Juli 2010) Preisträger beim Helmut-Schmidt-Journalistenpreis.
Im Dezember 2010 kündigte Bundesverbraucherschutzministerin Ilse Aigner an, dass sie verdeckte staatliche Ermittler zur Bankenkontrolle einsetzen will. Vorangegangen waren diesem Schritt mehrere Untersuchungen in Finanztest, in denen die Stiftung Warentest verdeckte Testkunden in Anlageberatungen bei Banken geschickt hatte.

## Werbung mit Testergebnissen
Vom 1. Juli 2013 an ist die Werbung mit Testergebnissen der Stiftung Warentest kostenpflichtig. Die Lizenz für Werbung auf dem Produkt, in Werbematerialien, Anzeigen und im Internet kann für ein Jahr zum Preis von 8.500 Euro, für zwei Jahre zum Preis von 12.000 Euro erworben werden. Einschließlich TV- und Kinowerbung beträgt das Nutzungsentgelt für ein Jahr 20.000 Euro, bei der Laufzeit von zwei Jahren sind es 33.000 Euro. Vor Juli 2013 wurden lediglich 500 Euro Bearbeitungsgebühr fällig.
Mit der Lizenzvergabe hat die Stiftung Warentest das gemeinnützige Unternehmen RAL Deutsches Institut für Gütesicherung und Kennzeichnung beauftragt.
Da diese Logos eine große Werbewirkung haben, werden sie von manchen Anbietern missbräuchlich verwendet.
Finanztest ist dem Vorwurf ausgesetzt, dieses Lizenzmodell schaffe den Anreiz, möglichst vielen Produkten möglichst gute Noten zu geben. Die Stiftung Warentest begründete die Einführung mit der Bekämpfung von missbräuchlicher und veralteter Werbung mit Testsiegeln. Von den Einnahmen finanziert sie eine systematische Missbrauchskontrolle und Nachtests.

## Riester-Rente – Fehler und Folgen
2002 hatte die Stiftung Warentest Versicherungsangebote für die Riester-Rente falsch berechnet und in Finanztest veröffentlicht. Daraufhin wurde die Auflage zurückgezogen, der Test wiederholt und mit korrekten Ergebnissen in der Folgeauflage erneut veröffentlicht. Die korrekten Ergebnisse wurden zudem kostenlos im Netz zur Verfügung gestellt. Es war das erste Mal in der damals fast 40-jährigen Geschichte der Stiftung Warentest, dass eine ihrer Zeitschriften mit Testergebnissen zurückgezogen werden musste.
Hermann-Josef Tenhagen als Chef der Redaktion entschuldigte sich öffentlich für den Fehler. Das Folgeheft mit den korrigierten Informationen war mit über 100.000 am Kiosk verkauften Exemplaren der bestverkaufte Titel im Jahr 2002.
Seit 2005 veröffentlicht Finanztest Jahr für Jahr aktuelle Tests zu Riester-Rentenversicherungen, Riester-Fondssparplänen und Riester-Banksparplänen. Seit Einführung der Wohn-Riester-Förderung testen die Finanzexperten der Stiftung Warentest auch Riester-Darlehen und Riester-Bausparverträge.
Im Jahr 2007 verkaufte sich das Dezember-Heft von Finanztest zur Riester-Rentenversicherung fast 100.000 Mal am Kiosk. Unter allen Tests von Finanzdienstleistungen sorgte dieser Test im Jahr 2007 für die größte Resonanz, denn die Untersuchung zeigte, dass die Höhe der späteren Rente stark von der Qualität des Angebotes abhängt.

## Logo

2008 bis 2025
Seit Februar 2025

## Sonderhefte
- Stiftung Warentest (Hrsg.): Finanztest Spezial. Anlegen mit ETF. Stiftung Warentest, Berlin 2021, ISSN 1438-8650.

## Jahrbücher
- Stiftung Warentest (Hrsg.): Finanztest Jahrbuch 2022. Mehr als 100 Tests und Reports. Stiftung Warentest, Berlin 2021, ISBN 978-3-7471-0440-8.

## Weitere Veröffentlichungen (Auszug)
- René Reichelt, Annika Krempel: Finanzen verstehen. 100 Infografiken zu Geldanlagen, Steuern und Versicherungen. 2. Aufl., Stiftung Warentest, Berlin 2023, ISBN 978-3-7471-0444-6.
- Stefanie Kühn, Markus Kühn: Handbuch Geldanlage. Aktien, Fonds, Anleihen, Festgeld, Gold und Co., 4. Aufl., Stiftung Warentest, Berlin 2023, ISBN 978-3-7471-0611-2.
- Beate Backhaus: Vererben und Erben, 13. Aufl., Stiftung Warentest, Berlin 2022, ISBN 978-3-7471-0308-1.
- Thomas Hammer: Existenzgründung. In zehn Schritten zum Erfolg, 3. Aufl., Stiftung Warentest, Berlin 2024, ISBN 978-3-7471-0653-2.